# Вильруж-Терменес
Вильруж-Термене́с (фр. Villerouge-Termenès) — коммуна во Франции, находится в регионе Лангедок — Руссильон. Департамент коммуны — Од. Входит в состав кантона Мутуме. Округ коммуны — Каркасон.
Код INSEE коммуны — 11435.

## Население
Население коммуны на 2008 год составляло 158 человек.
| 1962 | 1968 | 1975 | 1982 | 1990 | 1999 | 2008 |
| ---- | ---- | ---- | ---- | ---- | ---- | ---- |
| 210  | 176  | 140  | 146  | 154  | 158  | 158  |

## Экономика
В 2007 году среди 90 человек в трудоспособном возрасте (15—64 лет) 59 были экономически активными, 31 — неактивными (показатель активности — 65,6 %, в 1999 году было 72,5 %). Из 59 активных работали 51 человек (30 мужчин и 21 женщина), безработных было 8 (5 мужчин и 3 женщины). Среди 31 неактивных 6 человек были учениками или студентами, 8 — пенсионерами, 17 были неактивными по другим причинам.

## Фотогалерея

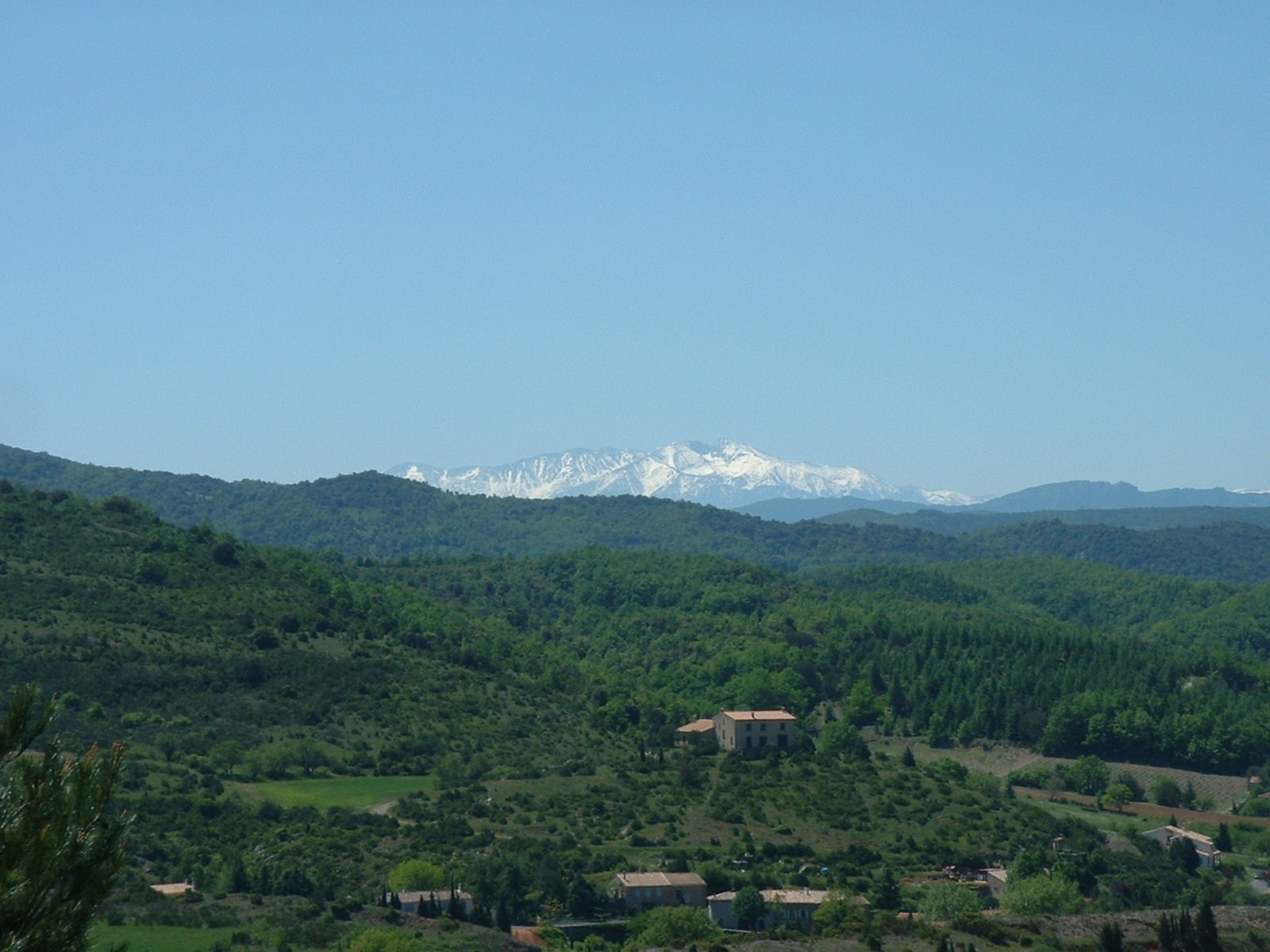
Вильруж-Терменес
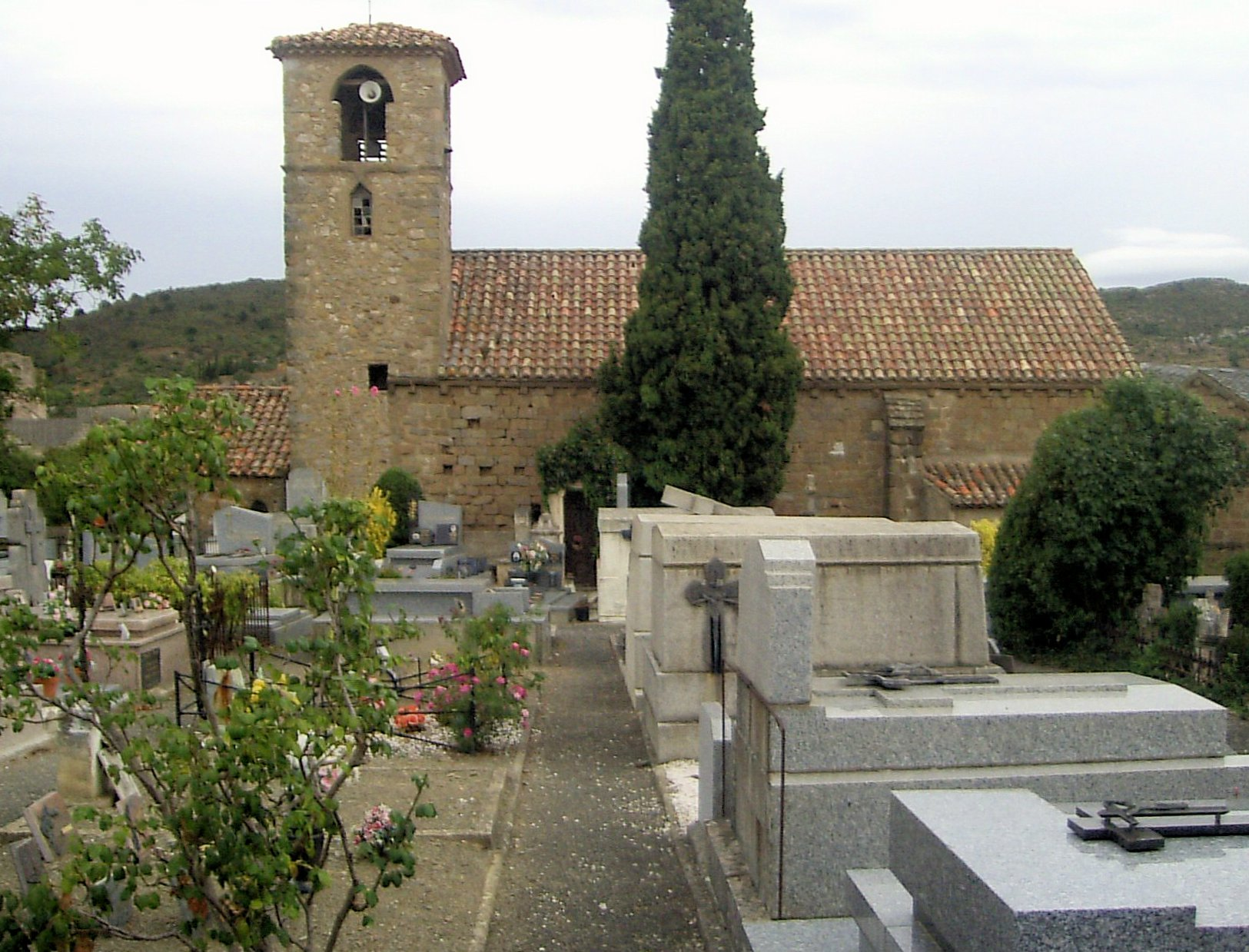
Церковь Сент-Этьен
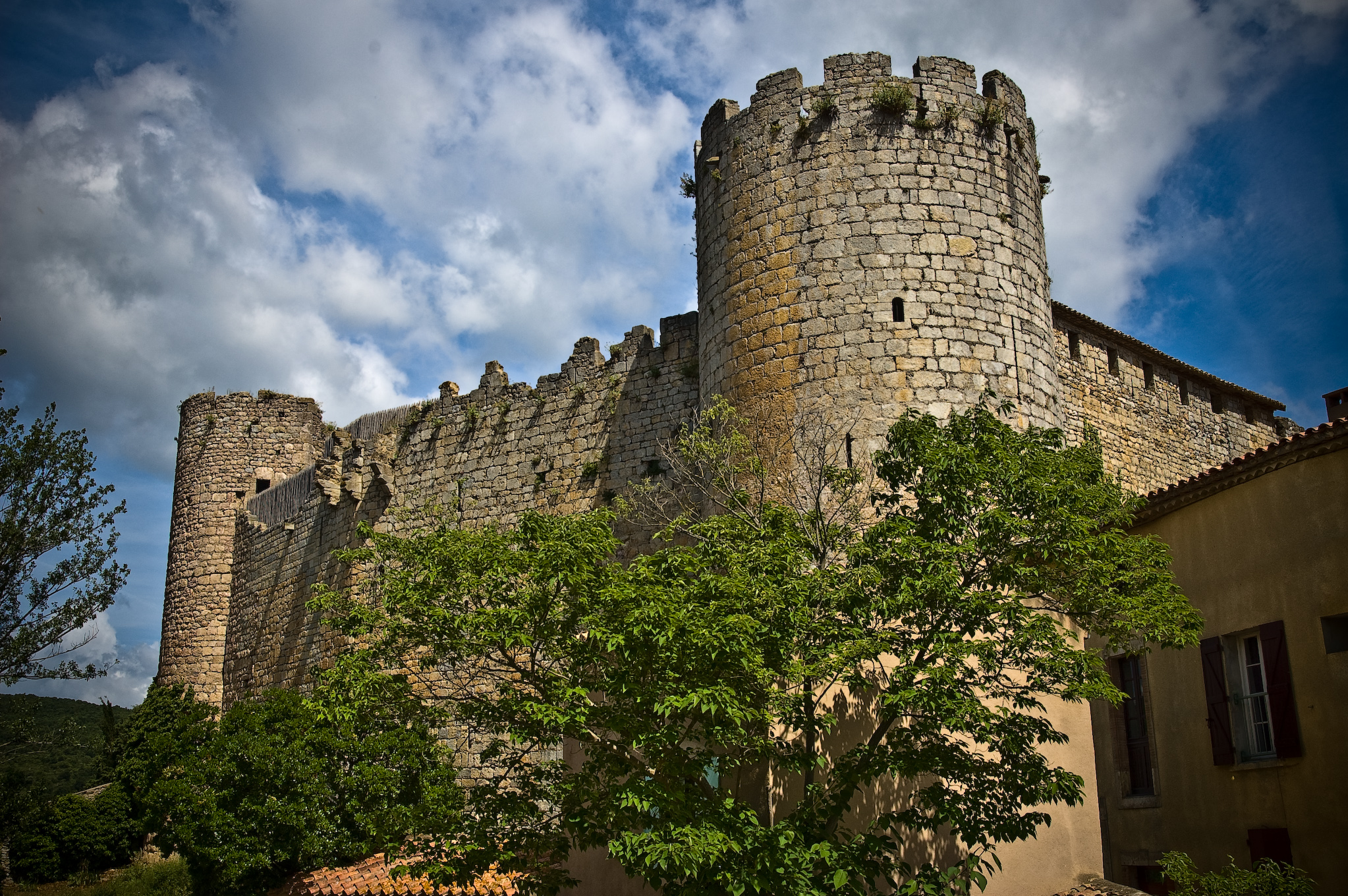
Замок
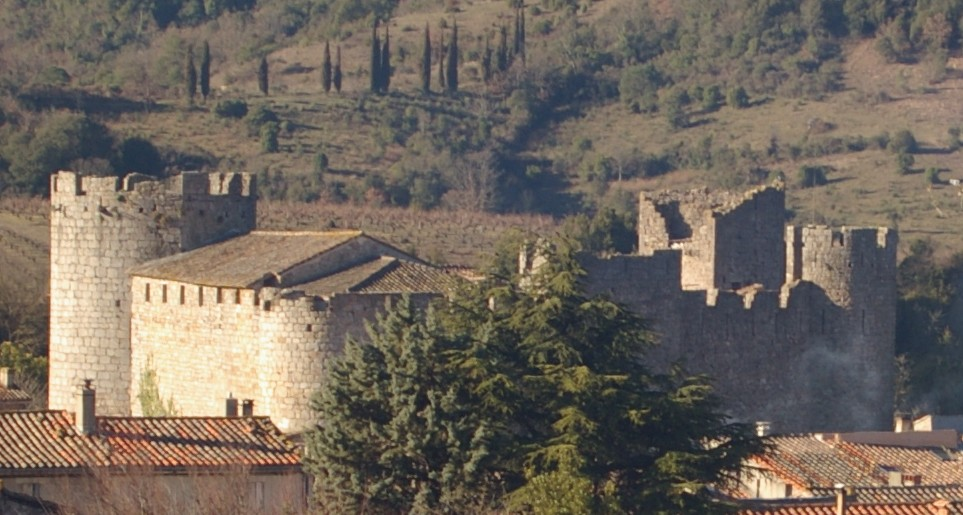
Замок